# Кичиксу
Кичиксу́ (Столо́вая) — река в Донецкой области Украины, правый приток реки Кальмиус.

## Физико-географическая характеристика
Река равнинного типа. Принадлежит бассейну Азовского моря. Истоки реки находится в селе Прохоровка (Волновахский район, Донецкая область). Большей частью протекает по западной части Тельмановского района. Впадает в Кальмиус в селе Гранитное. До пгт Мирное течёт в южном направлении, далее изменяя его на западное. В среднем течении принимает левый приток Бирючья Балка. Далее течёт по балке Столовой до села Гранитное. Длина реки — 78 км, уклон реки составляет 7,6 м/км. Замерзает в декабре, вскрывается в марте.

## Населенные пункты
На реке расположены следующие населенные пункты (вниз по течению):
- Волновахский район: с. Прохоровка, с.Малогнатовка
- Тельмановский район: пст.Бахчевик, пст. Обильное, пгт. Мирное, с. Гранитное

До середины XX века существовал также хутор Столовая Балка.

## Гидроним
Название «Кичиксу́» имеет урумское происхождение (кичик — маленький, су — вода, речка). На русский язык обычно переводится как «Маловодная». Это название относят к верхней части балки — до слияния балок Карансу́, Лукашевой, Горгорольге́н и Хавана́-Чалга́н.
Второе название «Столо́вая» из-за того, что в её долине имеются плоские, как стол, выходы гранита на поверхность (столовые камни). Она именуется Столовой в своем течении по балке Столовой.
«Славянкой» ещё недавно именовали её жители села Прохоровки Волновахского района — по названию уже не существующего села Славянки Свободненского сельсовета этого же района.